# Östergötlands runinskrifter 160
Östergötlands runinskrifter 160, Ög 160, är en runristad lockhäll till en Eskilstunakista. Materialet är kalksten och hällen förvaras i Kimstads kyrka väster om Norrköping. Runorna är ristade i skriftband som löper utmed långsidornas kanter och som vid kortsidorna böjer sig inåt och förenar sig med den ormornamentik som täcker ristningssidans inre delar. Inskriften innehåller stungna i-runor.

## Translitterering
I translittererad form lyder lockhällens inskrift:
× ...[e]þa : let : kiarua : kumbl : efti[R :] keiRulr :: b—a : sin : koþan : kuþ : halbi : sialu : has :

## Översättning
Översatt till modern svenska får runmeddelandet följande lydelse:
"Frida (?) lät göra minnesmärke efter Gerulf, sin make god. Gud hjälpe hans själ!"